# Vladimir Tuychiev
Vladimir Tuychiev, né le 23 mars 1983, est un coureur cycliste ouzbek. Il a été champion d'Ouzbékistan du contre-la-montre en 2007, 2008 et 2009 et a remporté la médaille d'or de la course aux points aux Jeux asiatiques de 2010.

## Palmarès

### Par années
- 2004
  - 3e du championnat d'Ouzbékistan du contre-la-montre
- 2005
  - 2e du championnat d'Ouzbékistan du contre-la-montre
  -  Médaillé de bronze du championnat d'Asie du contre-la-montre
- 2006
  - 3e du championnat d'Ouzbékistan sur route
- 2007
  -  Champion d'Ouzbékistan du contre-la-montre
  - 2e du Trophée de la ville de Castelfidardo
  - 2e du Grand Prix Fred Mengoni
  - 3e du championnat d'Ouzbékistan sur route
  -  Médaillé de bronze du championnat d'Asie du contre-la-montre
- 2008
  -  Champion d'Ouzbékistan du contre-la-montre
  - 3e du championnat d'Ouzbékistan sur route
- 2009
  -  Champion d'Ouzbékistan du contre-la-montre
  - 3e étape du Perlis Open
  - 2e du championnat d'Ouzbékistan sur route
  - 6e du championnat d'Asie sur route
  - 10e du championnat d'Asie du contre-la-montre
- 2011
  - Golan I
  - 2e de Golan II
  - 3e du championnat d'Ouzbékistan du contre-la-montre
- 2013
  - 2e du championnat d'Ouzbékistan du contre-la-montre
- 2014
  - 2e du championnat d'Ouzbékistan du contre-la-montre
- 2016
  - 3e du championnat d'Ouzbékistan du contre-la-montre

### Classements mondiaux
| Année         | 2005 | 2006 | 2007 | 2008 | 2009 | 2010 | 2011 | 2012 | 2013 | 2014 |
| ------------- | ---- | ---- | ---- | ---- | ---- | ---- | ---- | ---- | ---- | ---- |
| UCI Asia Tour | 35e  | 86e  | 33e  | 113e | 34e  |      | 39e  | 307e | 123e | 254e |

## Palmarès sur piste

### Championnats du monde
- Apeldoorn 2011
  - 19e de l'omnium
- Melbourne 2012
  - 10e de la course aux points
- Minsk 2013
  - 21e de la poursuite individuelle

### Jeux asiatiques
- Doha 2006
  -  Médaillé d'argent de la course aux points
- Guangzhou 2010
  -  Médaillé d'or de la course aux points

### Championnats d'Asie
- Tenggarong 2009
  -  Champion d'Asie de la course aux points
  -  Médaillé d'argent de la poursuite individuelle
- Kuala Lumpur 2012
  -  Médaillé de bronze de la poursuite individuelle